# أعداد أولية في متتالية حسابية
في نظرية الأعداد، يُتحدث عن أعداد أولية في متتالية حسابية (بالإنجليزية: Primes in arithmetic progression)‏ حينما تكون ثلاث حدود متتابعة على الأقل من متتالية حسابيةٍ أوليةً. على سبيل المثال، الأعداد 3، 7، 11 تمثل ثلاث حدود متتابعة من المتتالية الحسابية {\displaystyle a_{n}=3+4n} حيث {\displaystyle 0\leq n\leq 2}..